# El Hilar
El Hilar är en ort i Mexiko.   Den ligger i kommunen Tlalpan och delstaten Distrito Federal, i den sydöstra delen av landet, 25 km söder om huvudstaden Mexico City. El Hilar ligger 2 985 meter över havet och antalet invånare är 113.
Terrängen runt El Hilar är bergig. Runt El Hilar är det mycket tätbefolkat, med 2 431 invånare per kvadratkilometer. Närmaste större samhälle är Álvaro Obregón, 14,8 km norr om El Hilar. I omgivningarna runt El Hilar växer huvudsakligen savannskog.